# 寺崎電気産業
寺崎電気産業株式会社（てらさきでんきさんぎょう、英: Terasaki Electric Co., Ltd.）は、大阪市平野区に本社を置く電気機器メーカーである。

## 概要
船舶、ビル、工場等を対象とする配電制御システム、機関監視制御システム、集合始動器盤、コージェネレーションシステム、メディカルデバイス（医療機器及び臨床検査機器）等のシステム製品と、低圧遮断器（低圧配線用遮断器、低圧気中遮断器、漏電遮断器等）等の電気機器を中心とする機器製品の、製造販売等を営んでいる。

## 沿革
- 1923年（大正12年）10月1日 - 大阪市此花区にて、寺崎電機製作所を創業。
- 1946年（昭和21年）10月 - 株式会社寺崎電機製作所を設立。
- 1955年（昭和30年）10月 - 株式会社寺崎電機製作所から分社し、（旧）寺崎電気産業株式会社を設立。
- 1980年（昭和55年）4月 - （旧）寺崎電気産業株式会社から営業譲渡され、現在の寺崎電気産業株式会社を設立。
- 1981年（昭和56年）7月 - 韓国の現代重工業と技術提携（船舶用配電システムに関して技術供与）
- 2007年（平成19年）3月16日 - ジャスダックに上場。
- 2016年（平成28年）5月 - 本社を阿倍野区から平野区の加美工場敷地内に新本社社屋を建設し移転。
- 2022年（令和4年）4月 - 東京証券取引所の市場区分の見直しにより、ジャスダックからスタンダード市場に移行。

## 不祥事
2018年8月7日に、工場の購買担当であった従業員が、2015年8月から2018年5月までの間に、寺崎電気産業へ無断で原材料の他者への転売行為を行い、約2億1000万円の利益を得ていたことが明らかとなった。
寺崎電機産業は同年8月7日に社内調査委員会を設置し、同時に同年8月14日の提出期限であった2019年3月第1四半期報告書の提出を延期することを決定した。同年8月14日に近畿財務局から2019年3月第1四半期報告書の提出期限を同年9月14日までに延長する承認を受け、同年9月14日に、2014年3月期から2018年3月期までの訂正した有価証券報告書並びに2019年3月第1四半期報告書を近畿財務局へ提出したが、同年9月19日に監査法人の監査又はレビューが未了のまま提出していたことが発覚。これを受けて東京証券取引所は、同年9月20日に寺崎電気産業株式を、監査法人のレビューを添付した有価証券報告書並びに2019年3月第1四半期報告書を同年9月28日までに提出しない場合は上場廃止となる監理銘柄（確認中）に指定。寺崎電気産業は同年9月21日に、監査法人のレビューを添付した2014年3月期から2018年3月期までの訂正した有価証券報告書並びに2019年3月第1四半期報告書を再提出した。同時に、東京証券取引所は同年9月22日に監理銘柄（確認中）の指定を解除した。
寺崎電機産業は2018年9月14日に関係者に対する処分を発表。当該従業員を同年9月12日付で懲戒解雇した他、役員報酬も10〜30%減額する処分をそれぞれ行った。寺崎電機産業はこの元従業員に対し、業務上横領罪で刑事告訴を行うことを検討している。

## 関係会社
- テラテック
- テラメックス
- テラサキ伊万里
- 耶馬溪製作所

過去の関係会社
- 寺崎ネルソン - 2023年2月に解散[13]